# Nagy Vince (politikus)
Losonci Nagy Vince, (Szatmárnémeti, 1886. március 4. – New York, 1965. június 1.) politikus.

## Élete
1907-ben a kolozsvári egyetemen jogtudományi doktori oklevelet szerzett, 1911-ben ügyvédi vizsgát tett. 1912-től Szatmárnémetiben ügyvéd.

## Politikai karrierje
1916-1918-ban párton kívüli országgyűlési képviselő. 1918 november–decemberében gróf Károlyi Mihály kormányában miniszterelnökségi államtitkár, 1918 decembere és 1919 márciusa között a Károlyi-kormányban, majd Berinkey Dénes kormányában belügyminiszter. A Tanácsköztársaság kikiáltása (1919. március 21.) után visszatért Szatmárnémetibe, ahol a megszálló román hatóságok 9 hónapra bebörtönözték. 1922-től Budapesten ügyvéd. 1924-1926-ban a Függetlenségi 48-as és Kossuth Párt programjával nemzetgyűlési képviselő. 1928-tól az Országos Függetlenségi Kossuth Párt (a fentebb nevezett Kossuth-párt utódja) ügyvezető elnöke. Az 1920-as években a Ferdinand Buisson francia politikus által vezetett Radikális és Hasonló Demokrata Pártok Nemzetközi Antantjának alelnöke volt. A második világháború idején tanúsított náciellenes magatartása miatt az ország német megszállása (1944. március 19.) után bujkálni kényszerült. 1945 áprilisában pártjával együtt csatlakozott az FKgP-hez. 1945. június–szeptemberben az ideiglenes nemzetgyűlés tagja, 1945 augusztusától az FKgP Országos Intéző Bizottságának tagja. 1945-1947-ben nemzetgyűlési képviselő. A koalíció ellenzése, az MKP-vel és SZDP-vel való együttműködés elutasítása miatt 1946 márciusában a baloldal nyomására 19 társával együtt kizárták az FKgP-ből.
1946 február–márciusában az akkor zajló Szálasi-perben a politikai ügyész szerepét töltötte be, habár addig ügyvédként mindig védő volt. Halálbüntetést kért a per valamennyi vádlottjára, amelyet a Népbíróság és felsőbb szervei is jóváhagytak.
1946-ban részt vett a Magyar Szabadság Párt megalapításában, később a párt alelnöke.

## Emigráció
A Párt önfeloszlatását (1947 július) követően csatlakozott a Magyar Függetlenségi Párthoz, de még e hónap végén elhagyta az országot. 1948-tól haláláig az USA-ban élt, ahol televíziószerelő volt. Tevékenyen részt vett az emigráció politikai életében, 1950-től a Magyar Nemzeti Bizottmány alelnöke. 1952-ben létrehozta az Amerikai Szabad Magyar Jogászok Szövetséget, 1958-ig annak elnöke volt. A State Department és a Szabad Európa Rádió tanácsadójaként is tevékenykedett.

## Művei
- Békerevízió és Kossuth-politika. A Függetlenségi Kossuth-Párt kiáltványa és programja; Rothberger és Weisz Ny., Bp., 1929
- Októbertől októberig; előszó Zilahy Lajos, jegyz., utószó L. Nagy Zsuzsa, szerk. Antal László; Európa–História, Bp., 1991 (Extra Hungariam)